# Parlamentní volby v Norsku 2017
Parlamentní volby roku 2017 v Norském království se konaly dne 11. září. Politické strany se v nich utkaly o 169 křesel. Nejvíce z nich, 49, získala Norská strana práce Jonase Gahra Støreho. Vítězem voleb se ale stal středo-pravicový blok dosavadní premiérky Erny Solbergové, jejíž součástí jsou Høyre, Pokroková strana, Křesťanská lidová strana a Venstre. Volební účast byla 78,22 %.

## Výsledky
Zobrazeny jsou pouze strany, které získaly křesla v parlamentu.
| Strana                           | Hlasů   | %      | Mandátů | +/- |
| -------------------------------- | ------- | ------ | ------- | --- |
| Norská strana práce (Ap)         | 800 949 | 27,4 % | 49      | -6  |
| Høyre (H)                        | 732 897 | 25,0 % | 45      | -3  |
| Pokroková strana (FrP)           | 444 683 | 15,2 % | 27      | -2  |
| Strana středu (Sp)               | 302 017 | 10,3 % | 19      | +9  |
| Strana socialistické levice (SV) | 176 222 | 6,0 %  | 11      | +4  |
| Venstre (V)                      | 127 911 | 4,4 %  | 8       | -1  |
| Křesťanská lidová strana (KrF)   | 122 797 | 4,2 %  | 8       | -2  |
| Strana zelených (MDG)            | 94 788  | 3,2 %  | 1       | 0   |
| Rudí (R)                         | 70 522  | 2,4 %  | 1       | +1  |